# Llengua dâw
La llengua dâw pertany a la família lingüística nadahup. És parlat per unes cent persones de la comunitat indígena dâw, nativa de la part nord-occidental de l'Estat de l'Amazones, al Brasil. La majoria dels dâw també tenen coneixements de nheengatu i de portuguès.
Se sap que hi havia una varietat, ja extingida, amb el nom de Kurikuriaí o Kurikuriarí. Les diferències quant al dâw són principalment de naturalesa sociolingüística, ja que hi ha un cert nivell d'intel·ligibilitat.

## Fonologia

### Vocals
El dâw té 15 vocals:
|               | Anterior   | Central       | Posterior  | Posterior |
| No-arrodonida | Arrodonida | No-arrodonida | Arrodonida |           |
| ------------- | ---------- | ------------- | ---------- | --------- |
| Tancades      | jo, ĩ      |               | ɯ, ɯ̃       | u, ũ      |
| Semitancades  |            | ɵ             | ɤ          | o         |
| Semiobertes   | ɛ, ɛ̃       |               |            | ɔ, ɔ̃      |
| Obertes       | a, ã       |               |            |           |

Les vocals es laringalitzen quan es produeixen abans o després d’una oclusiva glotal, tal com es veu als exemples següents.
/ʔɛʔ/ [ʔɛ̰́ʔ] "boca gran"
/nɯʔ/ [nɯ̰́ʔ] "mancar"

#### Harmonia vocàlica
L'harmonia vocàlica del dâw es ocorre principalment en dues situacions: a les composicions i amb el marcador de focus /-Vʔ/, (V indica una vocal). Quan es combinen dues paraules i la primera té l'estructura CVC, no s'observa l'harmonia vocal (p.e. /pɔx/ "alt" + /lã̌ʃ/ "vaixell" = /pɔxlã̌ʃ/ "avion". Tanmateix, si la primera paraula de la composició és una síl·laba del tipus CV, sí que hi ha harmonia vocàlica (p.e. /xɔ̂/ "canoa" + /tɯm/ "ull" = /xɯtɯm/ "sol"). La vocal del marcador de focus /-Vʔ/ és la mateixa que la vocal de la síl·laba a la qual s'afegeix (p.e.) /jɯ̂w/ "sang" + /-Vʔ/ = /jɯ̂wɯʔ/.

### Consonants
El dâw té 25 consonants:
|            |              | Bilabial | Alveolar | Palatal | Velar | Glotal |
| ---------- | ------------ | -------- | -------- | ------- | ----- | ------ |
| Oclusiva   | Sonora       | pàg      | t        | c       | k     | ʔ      |
| Oclusiva   | Sorda        | b        | d        | ɟ       | ɡ     |        |
| Fricativa  | Fricativa    |          |          | ʃ       | x     | h      |
| Nasal      |              | m        | n        | ɲ       | ŋ     |        |
| Nasal      | Glotalitzada | mˀ       | nˀ       | ɲˀ      |       |        |
| Aproximant |              |          | l        | j       | w     |        |
| Aproximant | Glotalitzada |          | lˀ       | jˀ      | wˀ    |        |

Les consonants glotalitzades al mateix temps es laringealitzen, tal com es veu als exemples següents.
/wˀac/ [w̰ˀác̚], "rem"
/ʃělˀ/ [ʃěːl̰ˀ̚], "plàtan"
Les consonants oclusives a la coda de la síl·laba es caracteritzen per la desoclusió inaudible. Quan es troben a l'atac de la síl·laba, els sons /c/ i /k/ es realitzen com a consonants ejectives, és a dir, [cʼ] i [kʼ], a diferència de les altres consonants oclusives (p.e. [kʼɛ̃́k̚], "enganxar").

### To
El dâw és una llengua tonal, segons l'anàlisi hi ha tres o bé quatre tons. N'hi ha un de baix, un d'alt, un d'ascendent i un de descendent. Gràficament, aquests es marquen amb accents greus, accents aguts, anticircumflexos i circumflexos. S'ha de tenir en compte, però, que només hi ha dos tons lèxics. El to baix només es produeix en síl·labes àtones, mentre que el to alt està restringit a les síl·labes tòniques. Els tons ascendents i descendents ocorren a totes les síl·labes. Com que els tons alts i baixos no són lèxics, no sempre es marquen.
El to, no només té funcions lèxiques sinó també morfològiques i sintàctiques. Per exemple, s'empra per a realitzar derivacions i per distingir entre verbs intransitius itransitius.